# Chasing the Sun
«Chasing the Sun» —en español: «Persiguiendo al sol»— es una canción de la boy band británico-irlandesa The Wanted incluido en su auto-titulado EP del 2012 y además será incluido en su tercer álbum de estudio TBA, a lanzarse en marzo de 2013. Fue lanzado como su tercer sencillo editado en los EE. UU. el 17 de abril de 2012 y en el Reino Unido el 20 de mayo de 2012. La canción fue coescrita por Alex Smith y por el cantante británico Example, y es una de las dos canciones para la película de 2012 Ice Age: Continental Drift. El video musical de la canción estuvo a cargo del director canadiense conocido como Director X.

## Lista de canciones
- Descarga digital[1]

1. "Chasing the Sun" – 3:14
2. "Chasing the Sun" (Tantrum Desire Remix) – 5:22
3. "Chasing the Sun" (Hardwell Remix) - 4:57
4. "Fix You" (Live) – 3:29
5. "Glad You Came" (Live) – 3:22

- Alemania – CD single[2]

1. "Chasing the Sun" (2012 Remaster)
2. "Fix You" (Live at the O2 Arena 2012)

## Posicionamiento en listas y certificaciones
| Lista (2012)                                | Mejor posición |
| ------------------------------------------- | -------------- |
| Alemania (Media Control AG)                 | 17             |
| Australia (ARIA)                            | 18             |
| Austria (Ö3 Austria Top 40)                 | 5              |
| Bélgica (Flandes) (Ultratip Bubbling Under) | 7              |
| Bélgica (Valonia) (Ultratip Bubbling Under) | 5              |
| Canadá (Canadian Hot 100)                   | 18             |
| Escocia (The Official Charts Company)       | 1              |
| España (Top 100 Canciones)                  | 33             |
| Estados Unidos (Billboard Hot 100)          | 50             |
| Estados Unidos (Mainstream Top 40)          | 17             |
| Estados Unidos (Hot Dance Club Songs)       | 1              |
| Francia (SNEP)                              | 145            |
| Hungría (Rádiós Top 40)                     | 22             |
| Irlanda (IRMA)                              | 4              |
| México (Billboard Mexican Airplay Chart)    | 3              |
| Nueva Zelanda (Recorded Music NZ)           | 18             |
| Polonia (ZPAV)                              | 5              |
| Reino Unido (UK Singles Chart)              | 2              |
| Suiza (Schweizer Hitparade)                 | 49             |

| País           | Organismo certificador | Certificación    | Ventas  |
| -------------- | ---------------------- | ---------------- | ------- |
| Australia      | ARIA                   | Disco de Platino | 70.000  |
| Estados Unidos | RIAA                   | Disco de Oro     | 500.000 |
| Nueva Zelanda  | RIANZ                  | Disco de Oro     | 7.500   |

### Sucesión en listas
| Predecesor: «We Are Young» de Fun con Janelle Monáe | Scottish Singles Top 40 — Sencillo N° 1 2 de junio de 2012 — 8 de junio de 2012 | Sucesor: «Feel the Love» de Rudimental con John Newman |
| Predecesor: «I Don't Like You» de Eva Simons        | Dance/Club Play Songs — Sencillo N° 1 21 de julio de 2012 — 27 de julio de 2012 | Sucesor: «How We Do (Party)» de Rita Ora               |